# Аквила (Тексас)
Аквила (енгл. Aquilla) град је у америчкој савезној држави Тексас. По попису становништва из 2010. у њему је живело 109 становника.

## Демографија
Према попису становништва из 2010. у граду је живело 109 становника, што је 27 (19,9%) становника мање него 2000. године.
| Група             | 2000.       | 2010.      |
| Белци             | 114 (83,8%) | 98 (89,9%) |
| Афроамериканци    | 0 (0,0%)    | 1 (0,9%)   |
| Азијати           | 0 (0,0%)    | 0 (0,0%)   |
| Хиспаноамериканци | 16 (11,8%)  | 3 (2,8%)   |
| Укупно            | 136         | 109        |